# بسدة
بَسْدَة (الاسم العلمي: Pisidium)، جنس حيوانات مائية من الرخويات صفيحيات الخياشيم، وتعرف باسم قروص رخوية أو بازيلاء رخوية. تعيش في المياه العذبة.

## معرض صور